# شیطان رپ
«شیطان رپ» (به انگلیسی: Rap Devil) یک دیس ترک اجرا شده از رپر آمریکایی مشین گان کلی است. این ترانه، دیس ترکی به رپر آمریکایی آمریکایی امینم است. این ترانه در ۳ سپتامبر ۲۰۱۸ به‌عنوان یک تک‌آهنگ از دومین آلبوم چندآهنگه مشین گان کلی، توسط اینترسکوپ رکوردز منتشر شد. این ترانه در رتبه ۱۳ در جدول بیلبورد هات ۱۰۰ ایالات متحده قرار گرفت.
امینم در مصاحبه‌ای که از او پرسیده شد فکر می‌کنید این دیس ترک خوبی از مشین گان کلی است یا خیر، اظهار داشت «برای او بد نیست». او سپس در ۱۴ سپتامبر ۲۰۱۸ در پاسخ به این ترانه دیس ترکی به‌نام «کیل‌شات» منتشر کرد. امینم در «کیل‌شات» از مشین گان کلی به‌عنوان یک «رپر مامبل» یاد می‌کند. او پیش تر نیز در آهنگ «ناهمسان» با همکاری رویس دا۹'۵ اشاره‌هایی به مشین گان کلی کرد.
در تاریخ ۲۰ اوت ۲۰۲۲، «شیطان رپ» ۳۵۵ میلیون بار در یوتیوب بازدید داشت.

## جدول‌های فروش
| جدول (۲۰۱۸)                                         | بالاترین جایگاه |
| --------------------------------------------------- | --------------- |
| استرالیا (ای‌آرآی‌ای)                                 | ۴۵              |
| کانادا (۱۰۰ تک‌آهنگ داغ کانادا)                      | ۹               |
| ایرلند (انجمن صنعت ضبط ایرلند)                      | ۱۱              |
| نیوریلند (انجمن صنعت ضبط نیوزیلند)                  | ۲۴              |
| اسکاتلند (اوسی‌سی)                                   | ۲۱              |
| سوئد (فهرست برترین‌های سوئد)                         | ۸۲              |
| تک‌آهنگ‌های بریتانیا (اوسی‌سی)                         | ۱۵              |
| آراندبی/هیپ هاپ بریتانیا (اوسی‌سی)                   | ۹               |
| بیلبورد هات ۱۰۰ ایالات متحده                        | ۱۳              |
| ترانه‌های داغ آراندبی/هیپ-هاپ ایالات متحده (بیلبورد) | ۱۰              |
| ترانه‌های داغ رپ ایالات متحده (بیلبورد)              | ۹               |

## گواهی‌نامه‌ها
| منطقه                                   | گواهی  | واحد گواهی‌شده/فروش |
| --------------------------------------- | ------ | ------------------ |
| بریتانیا (بی‌پی‌آی)                       | نقره   | ۲۰۰٬۰۰۰            |
| ایالات متحده (آرآی‌ای‌ای)                 | پلاتین | ۱٬۰۰۰٬۰۰۰          |
| رقم فروش+پخش جاری تنها بر پایهٔ گواهی‌ها. |        |                    |